# Gösta Törner (Turner)
Tor Gösta Alexander Törner (* 10. Juli 1895 in Stockholm; † 15. Februar 1971 ebenda) war ein schwedischer Turner.

## Leben und Wirken
Gösta Törner startete für die Turnabteilung des Kristliga Förening av Unga Mäns in Stockholm. Bei den Olympischen Sommerspielen 1920 in Antwerpen startete er im Mannschaftswettbewerb „Schwedisches System“, bei dem die Turner innerhalb einer Stunde Übungen an verschiedenen Geräten zeigten, die mit einer Gesamtpunktzahl bewertet werden. Dieser Wettbewerb stand neben dem Mannschaftsmehrkampf und dem „Freien Turnen“ nach 1912 zum zweiten Mal im Programm. Zur Mannschaft gehörten 1920 neben Gösta Törner die Turner Fausto Acke, Albert Andersson, Arvid Andersson, Helge Bäckander, Bengt Bengtsson, Fabian Biörck, Erik Charpentier, Sture Ericsson, Konrad Granström, Helge Gustafsson, Åke Häger, Ture Hedman, Sven Johnson, Sven-Olof Jonsson, Karl Lindahl, Edmund Lindmark, Bengt Morberg, Frans Persson, Klas Särner, Curt Sjöberg, Gunnar Söderlindh, John Sörenson und Alf Svensén. Die Mannschaft gewann mit 1363,833 Punkten vor Dänemark (1324,833) und Belgien (1094,000) die Goldmedaille.